# Ankica Posavljak
Ankica Posavljak (Sarajevo, 1962.) hrvatska je novinarka i urednica.

## Životopis
Ankica Posavljak rođena je 1962. godine u hrvatskoj obitelji u Sarajevu. Diplomirala je na Fakultetu političkih znanosti Sveučilišta u Sarajevu. Na HRT-u je od 1996. reporterka i dopisnica iz Sarajeva, a bila je i urednica dopisništva od 1996. do 2007. Prelaskom u Zagreb postaje urednicom unutarnje politike, središnjega i večernjega Dnevnika. Vodila je i uređivala tjednu unutarnjopolitičku emisiju Magazin, izvještavala s niza važnih događaja (državni i lokalni izbori, posjet pape Ivana Pavla II. Sarajevu, posjet američkoga predsjednika G. W. Busha Zagrebu), bila komentatorica posjeta pape Benedikta XVI. Zagrebu te glavna izvjestiteljica i komentatorica s posjeta pape Franje Sarajevu. S Moranom Kasapović uređivala je talk show Uvijek kontra.
Živi i radi u Zagrebu.